# Економіка Італії
Італія — високорозвинена індустріально-аграрна країна, яка за обсягом промислового виробництва на межі ХХ-XXI ст. входить у число 10 найрозвиненіших країн світу. Основні галузі економіки країни: машинобудівна, текстильна і швейна, залізо- і сталеливарна, хімічна, харчова, моторобудівна, туризм. Найважливіший сектор економіки Італії — обробна промисловість.

### Транспорт
Транспорта система складається з таких видів транспорту: залізничний, автомобільний, морський, повітряний.

### Головні морські порти
Генуя, Трієст, Венеція, Неаполь.
Повітряний транспорт є важливим засобом пересування як територією Апеннінського півострова, так і для зв'язку з островами. Нарівні з великими міжнародними аеропортами в Римі, Мілані і Неаполі існує багато невеликих аеропортів на материку і островах. Головна авіакомпанія Італії — «АльІталія».

## Характеристики ВВП
За даними Index of Economic Freedom, The Heritage Foundation (U.S.A. 2001): ВВП — $ 1,1 трлн. Темп зростання ВВП — 1,4 %. ВВП на душу населення — $ 19 574. Прямі закордонні інвестиції — $ 8,8 млрд.

### Імпорт
Паливо — нафта, газ, вугілля, промислова сировина — металобрухт, бавовна, машини і продовольство — $ 244 млрд (г.ч. Німеччина — 18,8 %, Франція — 13,1 %, Велика Британія — 6,4 %, Нідерланди — 6,2 %, США — 5,1 %).

### Експорт
Машини, обладнання, тканини, фрукти — апельсини, лимони, вино (провідний світовий виробник), овочі, текстиль (у Європі провідний виробник шовку), одяг, товари з шкіри, двигуни, електротовари, хімікати, мармур (Каррара), сірка, ртуть, залізо, сталь) — $ 280 млрд (г.ч. Німеччина — 16,5 %, Франція — 12,7 %, США — 8,5 %, Велика Британія — 7,2 %, Іспанія — 5,8 %).

## Інфляція

### Інфляція станом на 2021 рік
Попередні дані Istat, італійського статистичного агентства, раніше цього місяця показали, що інфляція зросла на 3,9% у 2021 році, досягнувши 4,2% у грудні — найвище зростання за останні десять років. Банк Італії прогнозує інфляцію на рівні 2,8% цього року, хоча підприємства прогнозують високе зростання цін на рівні 3,2%.

## Розвиток економіки Італії у XX столітті

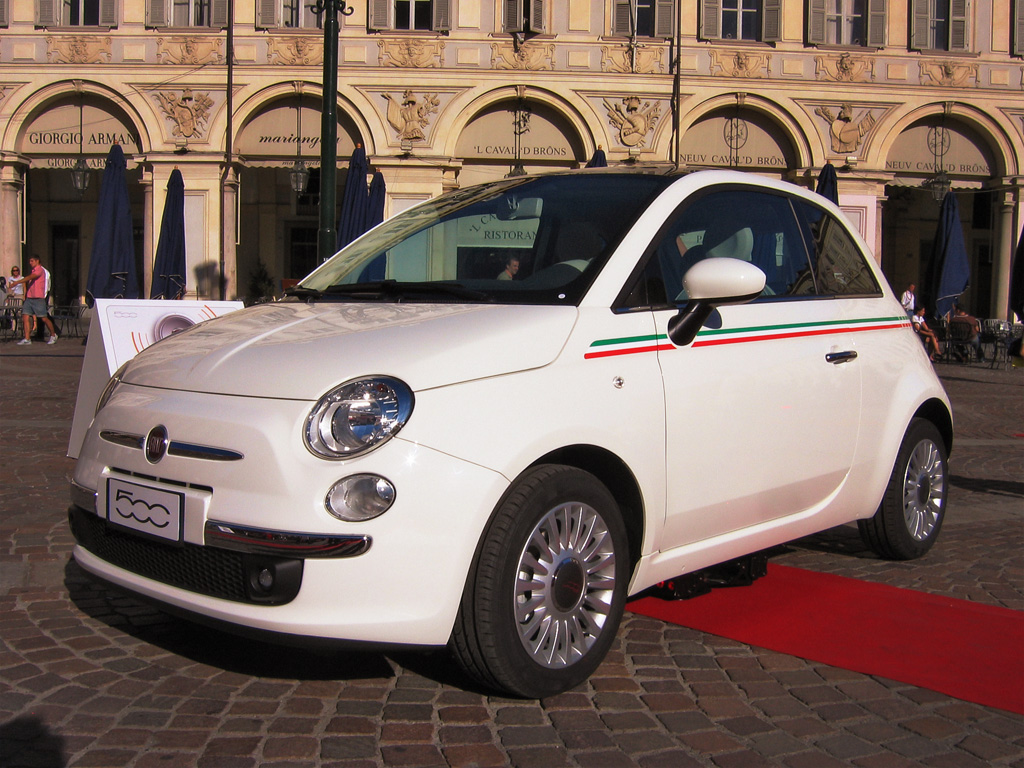
Fiat 500 в Турині. Fiat є найбільшим промисловим концерном Італії.

Промисловий розвиток Італії почався наприкінці 19 ст. Економічна політика уряду Муссоліні і світова економічна криза сприяли реструктуризації, але не розширенню промисловості, і до кінця Другої світової війни майже половина працездатного населення була зайнята в сільському господарстві.
З 1950-х років італійська економіка зазнала сильних змін, і до 1990-х років обробна і гірничодобувна промисловість разом з будівництвом давали вже бл. 33 % ВВП, а невиробнича сфера (включаючи торгівлю, банківську діяльність і управління) — ще 63 %, в той час як частка сільського господарства скоротилася до 4 %. У період 1950—1964 обсяг промислового виробництва майже подвоївся. У період 1963—1974 зростання виробництва становило 4,7 % на рік. На початку 1970-х років Північна Італія перетворилася в один з найрозвиненіших промислових районів Європи.
Вступ до ЄС 1957 став важливим чинником збільшення обсягу італійського експорту. У 1984—1992 щорічне зростання економіки становило 2,5 %, а за розмірами ВВП Італія втримувала 3-є місце в Європі після Німеччини і Франції. В економіці Італії діє близько 35 000 компаній акціонерного капіталу, часто малих (ядро яких часто сім'я).
Незважаючи на пожвавлення італійської економіки у 1980-ті роки, основні структурні проблеми так і не були вирішені і виявилися в 1990-х роках. Дефіцит державного сектора економіки Італії зріс з 84,6 % від ВВП в 1985 до 103 % в 1992. Щоб задовольняти умовам ЄС, сформульованим Маастріхтською угодою 1991, уряд Італії намагався зменшити державний борг і дефіцит бюджету, але в 1992 борг все ще залишався на рівні 10,7 % від ВВП.
На початку 1990-х років 32 % зайнятих складає частку промисловості, 9 % — частку сільського господарства, а інші 59 % — частку торгівлі, сфери послуг і інших видів економічної діяльності.
У 1990 в Італії було вироблено 216,9 млрд кВт·год електроенергії. Близько 82 % давали ТЕС, що працювали на рідкому паливі (в основному на нафті), 16 % — ГЕС і 2 % — геотермальні електростанції, АЕС (на 1987 бл. 1 % обсягу електроенергії Італії) в 1988—1990 після масових протестів населення були виведені з експлуатації. На референдумі 1987 населення проголосувало проти будівництва нових атомних електростанцій.

## Економічне районування
У межах Італії чітко виділяються відносно заможна промислова Північ і бідний сільськогосподарський Південь (Меццоджорно), між якими можливо виділити перехідний столичний регіон.

### Північ
Загалом Північ Італії має більше спільних рис із Північно-Західною Європою, ніж із Середземномор'ям, і є продовженням величезного промислового поясу ЄС, що простягнувся сюди від Центральної Англії. Основою Півночі є так званий «промисловий трикутник»: Мілан — Ґенуя — Турин, який включає практично всі галузі італійської промисловості й належить до найбільших у світі. В його структурі є металургія, металообробка, загальне і електромашинобудування, автомобіле- і суднобудування, хімічна і текстильна промисловість. Проте в процесі зменшення ролі важкої промисловості роль «промислового трикутника» зменшується на користь Північного Сходу і Центру.
Північ є однією з найбільш урбанізованих частин Західної Європи. Густоту міст на одиницю території тут можна порівнювати з показниками Бельгії та Нідерландів. Характерне їхнє лінійне розташування вздовж доріг Стародавнього Риму. Всі вони виконують ті чи інші функції матеріального виробництва і багато з них залишили значний слід в історії та культурі людства. Найважливіша роль нині належить Мілану, Турину, Генуї, Венеції і Трієсту.
Північ вельми нагадує Центральну Європу за кліматом, природними ресурсами і структурі господарства, тоді як Південь більше схожий на справжній середземноморський регіон. На Півночі трикутник Мілан-Турин-Генуя — найбільший промислово розвинений район Італії. За розвитком промисловості, торговій і фінансовій функціям Мілан (2-е за населенням місто Італії) займає 1-е місце, тому його нерідко називають діловою столицею країни. Обличчя Турину визначають автомобільні заводи концерну «Фіат». Велику індустрію Півночі обслуговує Генуя — найбільший порт країни. У місті і його передмісті, що протяглося вздовж моря, багато промислових підприємств. Узбережжя Генуезької затоки має також велике курортне значення.
Північ охоплює чотири стандартних райони — Північний Захід, Ломбардію, Північний Схід та Емілію-Романію. В природному відношенні це Італійські Альпи, Паданська низовина і Лігурійське узбережжя. На північ припадає 40 % території, 45 % населення і 56 % ВНП, тобто це найбільша і найрозвинутіша частина країни.
За часів Стародавнього Риму Північ довго являла собою майже незаймані ліси і болота. Її колонізували лише дві тисячі років тому. Справжні вигоди географічного положення Півночі проявилися в середні віки, коли вона опинилась на шляхах із Північно-Західної Європи на Близький Схід. Саме тут зародився торговий капіталізм і раніше, ніж будь-де в Європі, з'явилися процвітаючі міста, ремесла і торгівля, виникли такі політичні об'єднання середньовіччя, як Міланське герцогство, республіки Венеція і Генуя.
Розвитку району в наш час сприяють вигідність географічного положення, розвинена транспортна система, наявність рівнинних земель (70 % від національного цілого), помірний і вологий клімат, можливості зрошення, наявність місцевих та імпортних енергоресурсів, постійний притік дешевої робочої сили з Півдня і величезний власний ринок збуту. Це головний промисловий, сільськогосподарський і транспортний район країни, на нього припадає також велика частка нематеріальної діяльності — управлінської, фінансової, наукової, культурної і туристичної.

### Центр
Центр включає два стандартних райони — Центр і Лаціо. Його частка в території, населенні та економічному потенціалі країни однакова — 19 %. За рельєфом це вже Апеннінські гори і прибережні рівнини: вузька на сході й ширша на заході. Сільське господарство району є перехідним. Більше значення вже мають південні культури — овочі (особливо томати), фрукти, виноград, оливки, в горах — вівчарство. Перетята місцевість, обмеженість водних, енергетичних і мінеральних ресурсів не сприяли промисловому розвитку району в першій половині XX ст. Зараз становище змінилося. Зі зменшенням ролі ресурсо- і енергоємних галузей найперспективнішою промисловою зоною Італії стає смуга, що простягається від Рима до Трієста, тобто центральні і північно-східні райони країни. Попри такі перспективи, роль Центру в Італії і у світі визначається перш за все наявністю тут Рима і, меншою мірою, Флоренції. Історична і культурна спадщина Центральної Італії приваблює мільйони відвідувачів: як прочан, так і туристів, і є тією сферою, яка приносить сталий і достатньо великий прибуток.

### Південь
Південь охоплює п'ять стандартних районів: Кампанію, Абруцці-Молізе, Південь, Сицилію і Сардинію. За деяким винятком це гористі безлісі території з жарким аридним кліматом і малородючими ґрунтами. В сільському господарстві переважають вирощування «середземноморських продуктів», пшениці та вівчарство. Промисловість різноманітна, але в її структурі відсутня комплексність і мало машинобудівних галузей. Характерна вузькість місцевого виробничого і споживчого ринку.
Південь є найменш розвиненою частиною Італії і в господарському, і в соціальному, і в культурному відношенні. Велика Британія, Франція, Німеччина не мають таких бідних районів. На Південь Італії припадає 41 % території, 36 % населення і тільки 25 % ВНП. Характерними його рисами є високе безробіття, низькі доходи, відтік населення. Південь Італії виступає як щось зовсім протилежне Півночі. Причин відсталості Півдня багато: специфічні природні умови, іноземні завоювання в середні віки, віддаленість від Півночі та її ринків збуту, невирішена аграрна проблема і доіндустріальні соціальні відносини, застарілі традиції та ціннісні орієнтації населення. Після Другої світової війни уряд намагався вирішити проблему Півдня шляхом розвитку тут капіталоємних галузей промисловості (металургія, нафтопереробка, нафтохімія). Але створення окремих підприємств-гігантів, не пов'язаних з місцевим ринком («соборів у пустелі»), дало дуже обмежені результати. «Проблема Півдня» в Італії ще чекає на своє вирішення.
Відсталість Південної Італії створила в країні так звану проблему Півдня. Після 2-ї світової війни тут були побудовані великий металургійний комбінат в Таранто, декілька нафтохімічних комбінатів, АС, але це лише трохи підвищило індустріальну активність Півдня. Найважливіший промисловий і культурний центр Південної Італії — Неаполь. Як пасажирський порт він займає 1-е місце в країні, а за вантажообігом поступається тільки Генуї. Сільське господарство Італії характеризується відсталою агротехнікою, низькими врожаями. Внаслідок великих капіталовкладень в інфраструктуру і великих субсидій від ЄС, за останні десятиріччя економіка Півдня суттєво змінилася, однак, незважаючи на бурхливе зростання в деяких областях, наприклад в Апулії і Абруцці, загалом регіон продовжує сильно відставати від Півночі за рівнем доходів населення.

## Азартні ігри
Азартні ігри в Італії існували протягом багатьох століть, набуючи різних форм. Історія азартних ігор в країні бере початок з часів Римської імперії, коли попередник сучасних нардів, гра Людус Дуодецим Скрипторум (лат. Ludus Duodecim Scriptorum), стала популярною серед римських легіонерів. Також завдяки їм гра потрапила в інші європейські країни.